# 6-Phosphogluconolactone
La 6-phosphogluconolactone est une lactone intermédiaire de la voie des pentoses phosphates. Elle est issue du glucose-6-phosphate sous l'action de la glucose-6-phosphate déshydrogénase.